# La pianta del caffè
La pianta del caffè è un mito dei Oromo (Etiopia) che vuole definire l'origine e il senso della morte. Quindi si tratta di una storia sacra trasmessa per via orale utile anche per rinsaldare e unificare la comunità. Il mito ha la funzione primaria di descrivere come andarono i fatti all'origine della vita, quando da un caos primordiale si diffuse la vita e la morte degli esseri viventi.

## Trama
Il mito narra del periodo in cui il Dio Waqa era ancora presente sulla Terra. Il Dio convocò un uomo per predirgli il momento della sua morte, ma l'uomo si ribellò a questo destino e chiese di poter restare per sempre al fianco di Waqa. Ma quest'ultimo adirato assunse la decisione di far morire immediatamente l'uomo, che tentò una fuga fino ad un luogo dove vide alcuni individui che avevano scavato una tomba, che era proprio riservata a lui. Infatti morì subito e venne sepolto in quel luogo. Il Dio Waqa volle visitare la tomba e si commosse quando vide il corpo senza vita dell'uomo e le sue lacrime diedero vita ad una pianta di caffè. Per questa ragione il caffè viene preparato per primo in tutti i riti e viene considerato una grande medicina.